# مدرسة كومباس العالمية (قطر)
مدرسة كومباس العالمية الدوحة هي مدرسة خاصة مختلطة في الدوحة، قطر. هي مدرسة دولية مع الحرم المدرسي الذي يقع في الغرافة ومدينة خليفة الشمالية والريان. تأسست في عام 2006 من قبل تعليم العمل الميداني لتوفير التعلم لكل من الطلاب المحليين والدوليين وتضم حاليا 1400 طالبا على ثلاثة فروع. المدرسة هي الآن جزء من مجموعة شمال أنجليا المدرسية.
في المرحلة الابتدائية تقدم المدرسة المناهج الوطنية باللغة الإنجليزية والرياضيات والمناهج الدراسية الدولية الأولية (إيبك) لجميع المواد الأخرى. يعمل حرم الريان والغرافة كمدرسة ابتدائية ولديهما فصول دراسية من الصف 1 إلى الصف 6 (من سن 3 إلى 11 سنة). مدينة خليفة الشمالية تضم مدرسة ابتدائية وثانوية التي فيها الصفوف من 1 إلى 13. في مدينة خليفة الشمالية تقدم التعليم الابتدائي والثانوي للأطفال (الذين تتراوح أعمارهم بين 5 - 18). في الابتدائي يتبعون المناهج الوطنية الإنجليزية وإيبك. في المرحلة الثانوية التي من الصف 7 إلى 9 (11 - 14) فإنهم يتبعون المنهاج الوطني الإنجليزي مع امتحانات شهادة الثانوية العامة الدولية (إيغسس) في السنوات 10 و 11. برنامج دبلوم البكالوريا الدولية للصفين 12 و 13 (الذين تتراوح أعمارهم بين 17 و 18 عاما).
كما تقوم المدارس بتدريس اللغة العربية والدراسات الإسلامية وتاريخ قطر وفقا للمبادئ التوجيهية للمجلس الأعلى للتعليم.
كما يتم تدريس المواد التالية: اللغة الإنجليزية والرياضيات وعلم الأحياء والعلوم والكيمياء والفيزياء والتربية البدنية والتعليم الشخصي والاجتماعي والصحي وعلم النفس والجغرافيا ودراسات الأعمال والاقتصاد والموسيقى والتاريخ واللغات الهولندية والفرنسية والإسبانية والعربية وتكنولوجيا المعلومات والاتصالات والفن وتاريخ قطر والدراسات الإسلامية.